# 禾场
禾场又稱打穀場，是农民对收获的谷物进行脱粒、绞碎的地方。室外打谷场通常位于农场或农舍附近，它们通常是用各种材料铺成。地面通常有較小的坡度，以避免雨后积水。

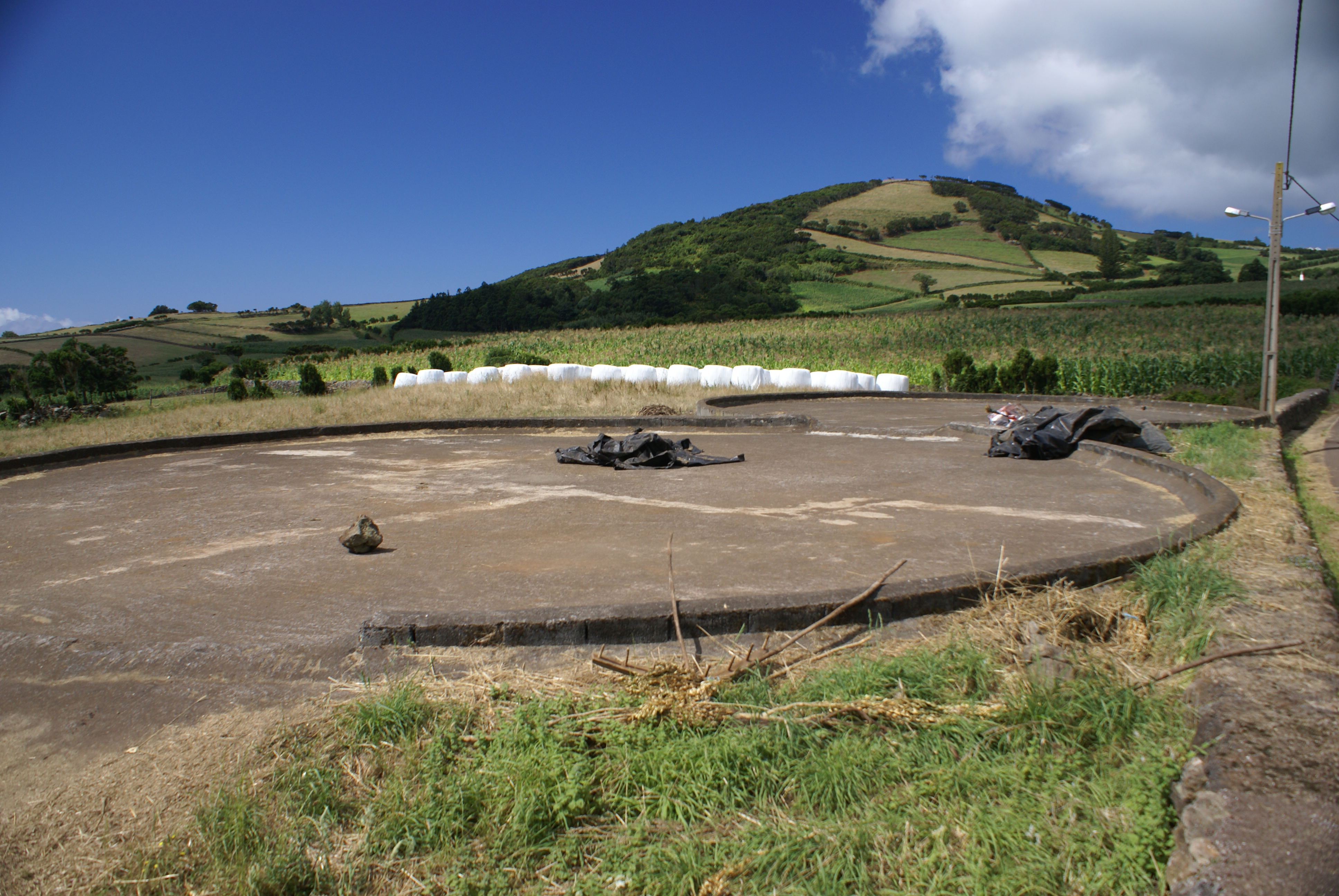
聖若熱島的一個打谷场

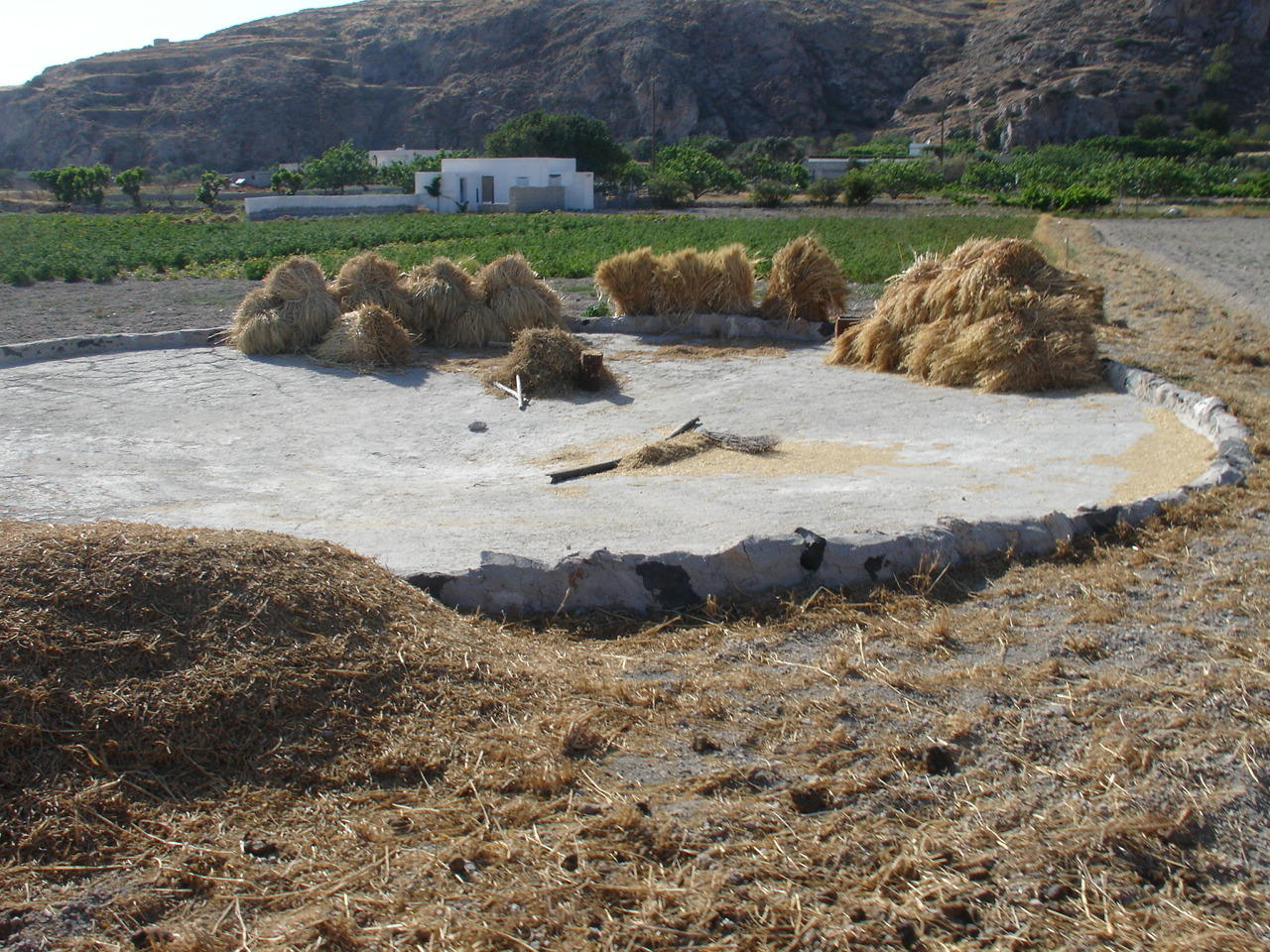
希腊圣托里尼的一个打谷场。